# Björn Böhning

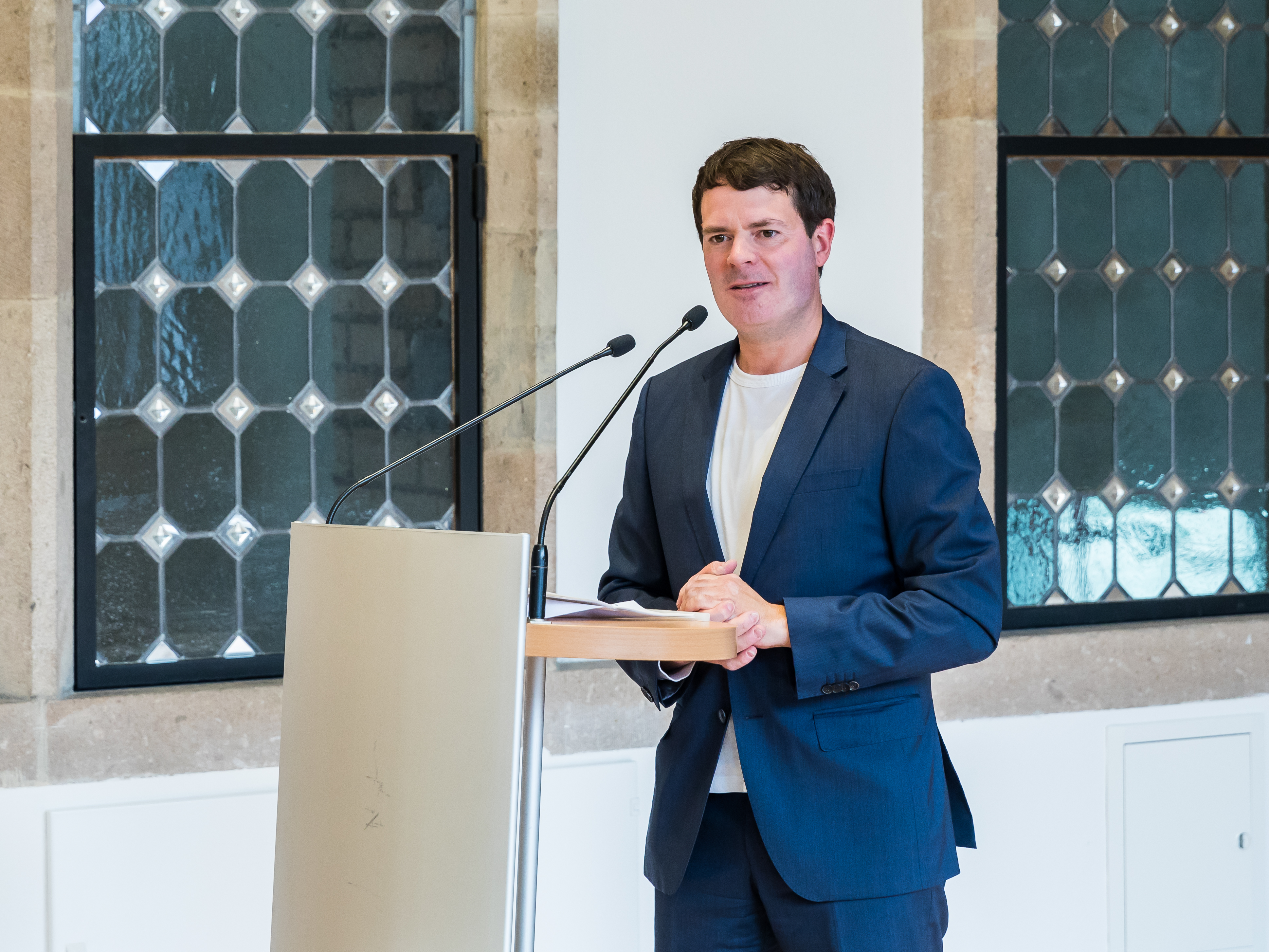
Björn Böhning (2023)

Björn Lars Böhning (* 2. Juni 1978 in Geldern) ist ein deutscher Politiker (SPD) und ehemaliger Lobbyist. Er ist seit 2025 Staatssekretär im Bundesministerium der Finanzen. Von 2022 bis 2025 war er Geschäftsführer der Allianz Deutscher Produzentinnen und Produzenten – Film, Fernsehen und Audiovisuelle Medien (Produktionsallianz). Von 2018 bis 2022 war er Staatssekretär im Bundesministerium für Arbeit und Soziales und von 2011 bis 2018 Chef der Berliner Senatskanzlei. Zuvor war er in der SPD von 2008 bis 2011 Vorsitzender des Forums Demokratische Linke 21 und von 2004 bis 2007 Bundesvorsitzender der Jusos.

## Schule, Studium und Privates
Im Jahr 1998 legte Böhning am Carl-Jacob-Burckhardt-Gymnasium in Lübeck sein Abitur ab. Anschließend war er Zivildienstleistender in einer Lübecker Behindertenwerkstatt. Von 1999 bis 2004 absolvierte er am Otto-Suhr-Institut der Freien Universität Berlin ein Studium der Politikwissenschaft, das er mit dem Diplom abschloss.
Seit 2013 ist er mit Nancy Böhning verheiratet, mit der er einen Sohn hat.

## Politische Laufbahn

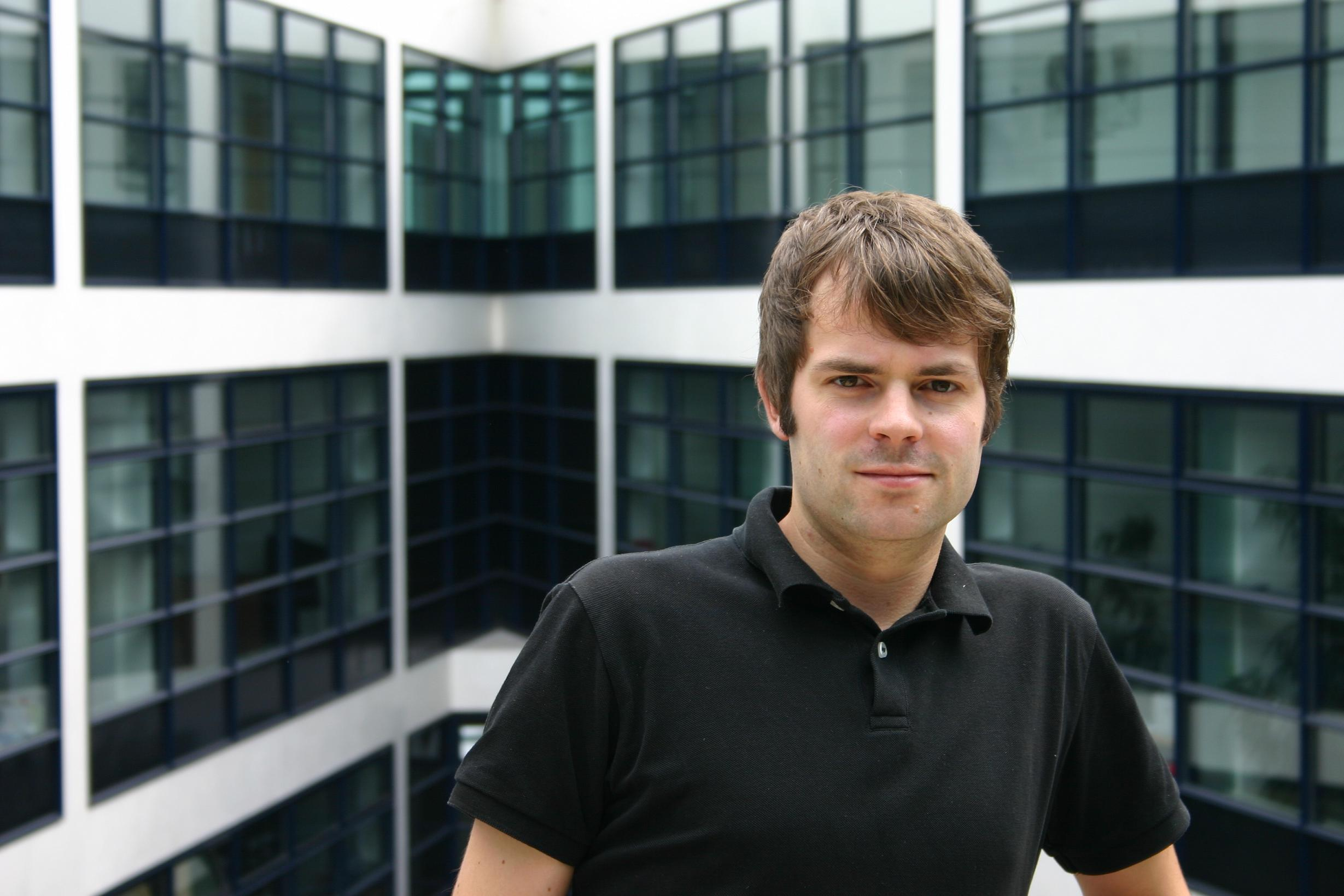
Björn Böhning (2007)

Böhning begann seine politische Laufbahn 1994, als er der SPD beitrat und zunächst bei den Jusos in Lübeck politisch aktiv war. 1995 bis 1997 wurde er zum Sprecher der Lübecker Jusos gewählt, bis er 1997 zum stellvertretenden Juso-Landesvorsitzenden in Schleswig-Holstein gewählt wurde. Ein Jahr später vertrat er die schleswig-holsteinischen Jusos im Bundesausschuss.
Auf dem Juso-Bundeskongress 2001 in Köln wurde Böhning zum stellvertretenden Vorsitzenden der SPD-Nachwuchsorganisation gewählt, ehe er am 17. Juni 2004 auf einem Bundeskongress der Jusos in München mit 192 gegen 65 Stimmen zum Nachfolger von Niels Annen gewählt wurde. Am 10. Juni 2005 wurde Björn Böhning mit 65,7 % in seinem Amt als Juso-Bundesvorsitzender bestätigt. Am 27. September 2007 erklärte er, dass er beim Bundeskongress 2007 in Wolfsburg nicht mehr für das Amt des Juso-Bundesvorsitzenden kandidieren werde, sodass er das Amt bis November 2007 bekleidete. Böhning gehörte der linken Juso-Strömung Netzwerk linkes Zentrum an. Er arbeitet bei der Spw – Zeitschrift für sozialistische Politik und Wirtschaft mit. Von 2005 bis 2011 war er gewähltes Mitglied des SPD-Parteivorstands, dem er zuvor wegen seines Juso-Vorsitzes als beratendes Mitglied angehörte. Von Februar 2008 bis November 2011 Vorsitzender des Forums Demokratische Linke 21. 
Böhning war bei der Bundestagswahl 2009 SPD-Kandidat im Bundestagswahlkreis Berlin-Friedrichshain – Kreuzberg – Prenzlauer Berg Ost. Er erreichte 16,7 % der Stimmen und unterlag damit Hans-Christian Ströbele und Halina Wawzyniak. Er kandidierte für Platz 5 der Landesliste, unterlag jedoch Klaus Uwe Benneter.

## Verwaltungslaufbahn

### Senatskanzlei von Berlin

#### Referatsleiter
Vom 1. Januar 2007 bis zum 1. Dezember 2011 leitete er beim damaligen Regierenden Bürgermeister von Berlin, Klaus Wowereit, in der Senatskanzlei das Grundsatz- und Planungsreferat. Seine politischen Schwerpunkte lagen vor allem in den Bereichen Beschäftigungspolitik, Ausbildung/Jugendarbeitslosigkeit und der Reform des Sozialstaats.

#### Chef der Senatskanzlei
Am 2. Dezember 2011 übernahm er das Amt des Chefs der Berliner Senatskanzlei. Als Vertreter für das Land Berlin war er Mitglied im Verwaltungsrat des Deutschlandradios. Am 20. März 2018 wurde Böhning verabschiedet.

### Bundesministerium für Arbeit und Soziales
Am 23. März 2018 ernannte ihn Bundesarbeitsminister Hubertus Heil zum Staatssekretär im Bundesministerium für Arbeit und Soziales. Am 31. Januar 2022 wurde er in den einstweiligen Ruhestand versetzt.

### Bundesministerium der Finanzen
Im Zuge der Bildung des Kabinetts Merz am 6. Mai 2025 wurde Böhning unter Bundesminister Lars Klingbeil (SPD) zum Staatssekretär im Bundesministerium der Finanzen ernannt. Im Bundesministerium, das den Vizekanzler beherbergt, ist er insbesondere zuständig für die Regierungskoordination, vor allem innerhalb der sechs SPD-geführten Bundesministerien.

## Lobbyist der Filmwirtschaft
Von 1. Mai 2022 bis Mai 2025 war er Nachfolger von Christoph Palmer Hauptgeschäftsführer der Allianz Deutscher Produzentinnen und Produzenten – Film, Fernsehen und Audiovisuelle Medien. Ab dem 4. Juli 2023 war er zugleich Sprecher des Vorstands der Produzentenallianz. Am 16. Oktober 2024 wurde er zudem zum Präsidenten der Spitzenorganisation der Filmwirtschaft e. V. (SPIO) gewählt.

## Veröffentlichungen
- mit Kai Burmeister (Hrsg.): Generationen & Gerechtigkeit. VSA-Verlag, Hamburg 2004, ISBN 3-89965-067-0.
- mit Klaus Dörre und Andrea Nahles (Hrsg.): Unterschichten? Prekariat? Klassen? Moderne Politik gegen soziale Ausgrenzung. SPW-Verlag, Dortmund 2006, ISBN 978-3-922489-27-6.
- Mit Alexander Görlach: Freiheit oder Anarchie – Wie das Internet unser Leben verändert. Vorwärts, Berlin 2011, ISBN 978-3-86602-080-1.